# Bloomdale

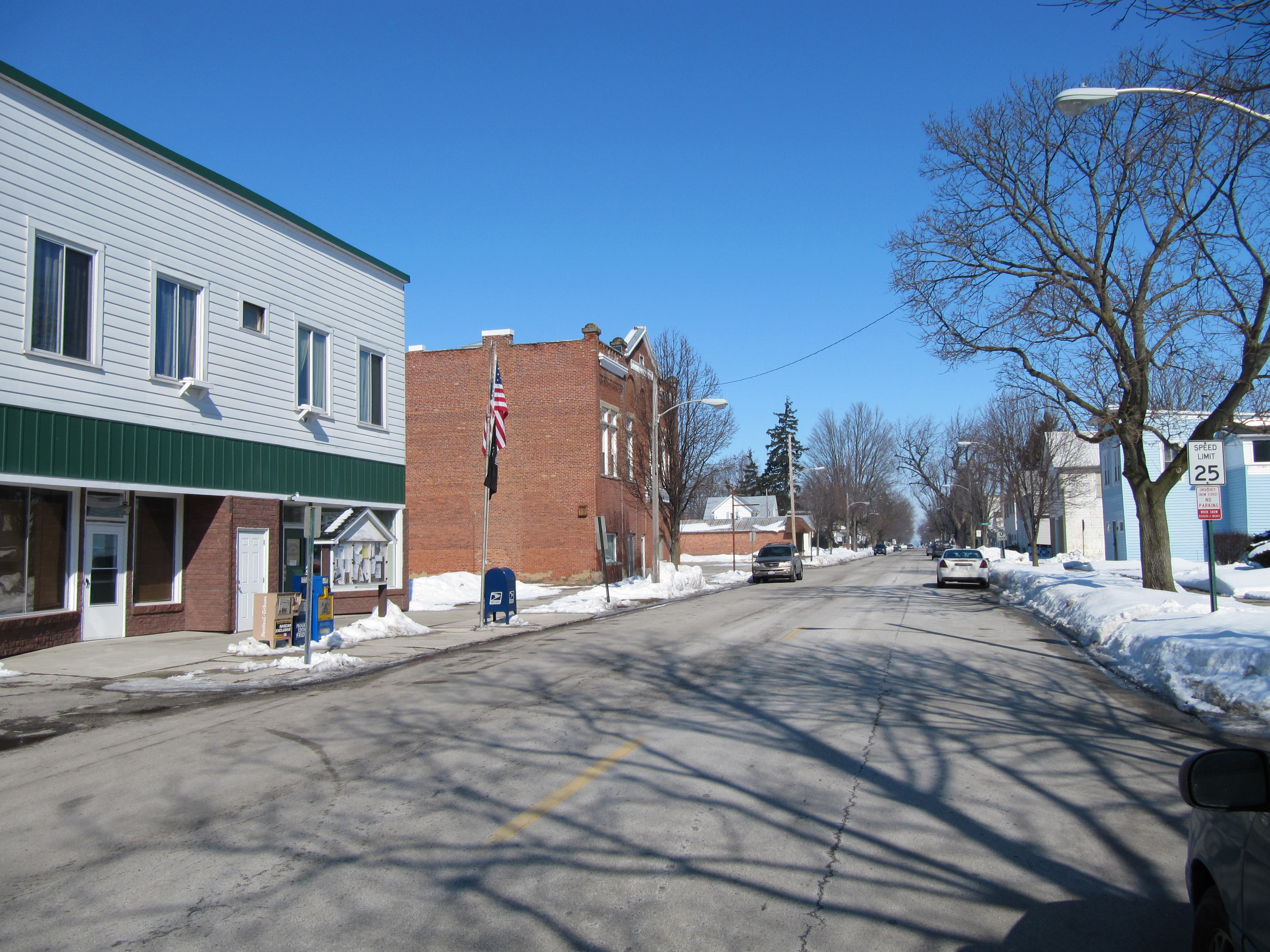
Bloomdale - główna ulica

Bloomdale – wieś w USA, w stanie Ohio, w hrabstwie Wood.

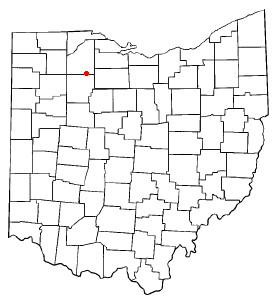
Bloomdale na planie stanu Ohio

W roku 2010,  28,2% mieszkańców było w wieku poniżej 18 lat, 7,3% było w wieku od 18 do 24 lat, 26,6% miało od 25 do 44 lat, 26,3% miało od 45 do 64 lat, a 11,7% było w wieku 65 lat lub starszych. We wsi było 51,8% mężczyzn i 48,2% kobiet.
Liczba mieszkańców w 2010 roku wynosiła 678, a w 2012 wynosiła 681.